# ژان ژاک مورو
ژان ژاک مورو (انگلیسی: Jean-Jacques Moreau; ۳۱ ژوئیهٔ ۱۹۲۳ – ۹ ژانویهٔ ۲۰۱۴) دانشمند در زمینه ریاضیات اهل فرانسه بود.